# ديلانو ريغتيرز
ديلانو ريغتيرز هو لاعب كرة قدم سورينامي في مركز الهجوم، ولد في 31 ديسمبر 1956 في ضاحية كوروني في سورينام. شارك مع منتخب سورينام لكرة القدم. أما مع النوادي، فقد لعب مع نادي روبن هود الرياضي.